# Citronfikus
Citronfikus (Ficus microcarpa) är en fikusart inom gruppen banjanträd i familjen mullbärsväxter. Arten förekommer naturligt från södra och sydöstra Asien till nordöstra Australien. 
Citronfikus varierar en del i utseendet, ofta är unga plator epifytiska, utbredda buskar, senare städsegröna träd med luftrötter som hänger ner från grenarna och ibland når marken. Bladen är varierande, avlånga, elliptiska till brett elliptiska eller omvänt äggrunda, vanligen 5-8 cm långa, kala, helbräddade med bladskaft som blir 6-20 mm långa. Fikonen är tillplattat klotrunda, 6-10 mm i diameter och kommer fram precis under bladen. Själva blommorna sitter, som hos andra fikusar, inne i den fruktlika blomställningen.

## Sorter
Arten är en vanligt förekommande krukväxt, bland annat i Sverige. Flera sorter finns på marknaden, med olika utseenden:

- 'Emerald Princess'
- 'Green Gem' - kraftigväxande sort med mörkt gröna, tjocka blad.
- 'Green Island' ('Green Jade') - är en kompakt sort med mörkt gröna, kraftiga blad.
- 'Hawaii' - har tätt växtsätt och blad med vita till just grå kanter.
- 'Light Emerald'
- 'Nitida' - hat tätt växtsätt, upprätt med överhängande grenar, lik benjaminfikus (F. benjamina) men är "stelare".
- 'Nitida Variegata' - som 'Nitida' men unga blad har gulgrön mittstrimma. Strimman mörknar senare till ljust grönt.
- 'Pure Gold' - unga blad är klart gula, de blir senare gröngula.